# Bar-sur-Seine
Bar-sur-Seine ist eine französische Gemeinde mit 2.869 Einwohnern (Stand 1. Januar 2022) im Département Aube in der Region Grand Est; sie gehört zum Arrondissement Troyes.

## Bevölkerungsentwicklung
| Jahr                       | 1962 | 1968 | 1975 | 1982 | 1990 | 1999 | 2006 | 2017 |
| Einwohner                  | 2559 | 2786 | 3155 | 3572 | 3630 | 3510 | 3476 | 3018 |
| Quellen: Cassini und INSEE |      |      |      |      |      |      |      |      |

## Sehenswürdigkeiten
- Tour de l'Horloge: Rest der alten Burg, die auf Befehl des Königs Ludwig XIII. von den Bürgern abgerissen wurde, nachdem sie in den Religionskriegen bereits schwer beschädigt worden war
- Kirche Saint-Etienne (16./17. Jahrhundert) mit Statuen des 16. Jahrhunderts und einer Orgel des 18. Jahrhunderts
- Kirche Notre Dame-du-Chêne
- Fluchtkeller aus der Zeit der Karolinger (der Öffentlichkeit nicht zugänglich, da im Keller des Bürgermeisteramtes beginnend)
- Salle basse: Saal der ehemaligen Burg der Grafen von Bar
- Tour du Lion: Turm der ehemaligen Burg der Grafen von Bar
- Maison Goncourt, das Haus von Edmond und Jules de Goncourt
- Passionskapelle (Chapelle de la passion)

## Persönlichkeiten
- Johanna I. (1273–1305), Königin von Navarra und Königin von Frankreich als Ehefrau des französischen Königs Philipp IV.
- Pierre Poupo (1552–1590), Dichter
- René Bondoux (1905–2001), Fechter
- Luc Pillot (* 1959), Segler